# Oľšinkov
Oľšinkov (rusiń. Вышынків, Wyszynkiw; ukr. Вільшинків, Wilszynkiw) – wieś (obec) na Słowacji, w kraju preszowskim, w powiecie Medzilaborce. Miejscowość położona jest w historycznym kraju Zemplin. Lokowana w roku 1567.
We wsi znajduje się greckokatolicka cerkiew Narodzenia Matki Bożej zbudowana w stylu barokowo-klasycystycznym w 1776 roku.